# Judith Thurman
Judith Thurman (f. 1949) er en amerikansk forfatter og journalist.
Efter et studie på omkring syv år af Karen Blixens liv og forfatterskab udgav hun biografien Karen Blixen – En fortællers liv, for hvilken hun blev hædret med American Book Award. Hendes portrætbog var i 1985 udgangspunkt for hollywood-filmen Den afrikanske Farm.
Judith Thurman modtog Rungstedlund-prisen den 17. april 2007, altså på Karen Blixens fødselsdag.